# Ferrovia Zurigo-Winterthur
La ferrovia Zurigo-Winterthur è una linea ferroviaria a scartamento normale della Svizzera.

## Storia
Il 28 febbraio 1853 venne concessa l'autorizzazione per la costruzione di una ferrovia da Zurigo al lago di Costanza. A tal fine si costituì la società Zürich-Bodenseebahn, che confluì poco dopo nella Schweizerische Nordostbahn (NOB) guidata da Alfred Escher.
La prima parte del progetto, tra Winterthur e Romanshorn, aprì il 16 maggio 1855; il suo prolungamento Oerlikon-Winterthur aprì il successivo 27 dicembre, e il collegamento tra Zurigo e Oerlikon venne inaugurato il 26 giugno 1856.
La NOB venne nazionalizzata il 1º gennaio 1902: le sue linee entrarono a far parte delle Ferrovie Federali Svizzere (FFS).
Alla creazione delle FFS la linea era già a doppio binario; venne elettrificata il 6 agosto 1925 insieme alla tratta Oerlikon-Kloten-Effretikon della ferrovia Wettingen-Effretikon.
In occasione dell'entrata in vigore dell'orario estivo 1969 venne inaugurato un raccordo tra le stazioni di Zurigo Altstetten e Zurigo Oerlikon tramite il viadotto dell'Hardturm e la galleria del Käferberg, il quale permetteva di evitare ai treni merci il transito da Wipkingen e dalla stazione centrale di Zurigo. Nel 1982 tale linea venne raddoppiata, raccordata alla stazione centrale di Zurigo ed adibita anche al traffico passeggeri, aprendo contestualmente la stazione di Zurigo Hardbrücke.
Con l'apertura della rete celere di Zurigo nel 1990 si ebbe un fortissimo incremento dei passeggeri, che portò alla saturazione della capacità della stazione centrale di Zurigo; dopo varie proposte, nel settembre 2001 venne approvato con referendum cantonale il passante ferroviario (Durchmesserlinie) tra le stazioni di Altstetten ed Oerlikon che sottopassa la stazione centrale di Zurigo con una galleria (il Weinbergtunnel) ed una stazione con quattro binari posizionata al di sotto dei binari 4-9 della stazione centrale (Löwenstrasse) utilizzabile sia per il traffico suburbano che per quello a lunga percorrenza. Il passante venne inaugurato il 12 giugno 2014, dopo sette anni di lavori, alla presenza della consigliera federale Doris Leuthard ed entrò in servizio il 15 giugno per il traffico suburbano, e dal cambio d'orario del 13 dicembre 2015 anche per i convogli a lunga percorrenza (dopo l'ultimazione di due ponti tra Altstetten e la stazione centrale: quello del Letzigraben - il più lungo della Svizzera, con i suoi 1156 metri - e quello del Kohlendreieck) permettendo di ridurre i tempi di percorrenza di sei minuti e di collegare più velocemente la Svizzera orientale con quella occidentale.
Un ulteriore potenziamento della linea è previsto con la costruzione della galleria di Brütten, parte della fase di ampliamento 2035 dell'offerta ferroviaria: un tunnel di circa 9 chilometri tra Tössmühle (alle porte di Winterthur), Bassersdorf e Dietlikon che permetterà collegamenti più celeri ed efficienti tra Zurigo e Winterthur. Il processo di approvazione dovrebbe partire dal 2023, i lavori dal 2025 circa e l'entrata in servizio per metà degli anni 2030; il costo stimato è di circa 2,4 miliardi di franchi, a carico del Fondo per l'infrastruttura ferroviaria (FIF) con il quale Confederazione Elvetica finanzia l'esercizio e l'ampliamento dell'infrastruttura ferroviaria nazionale.

## Caratteristiche
La tratta Zurigo HB-Wipkingen-Zurigo Oerlikon, a scartamento normale, è lunga 5,31 km, è elettrificata a corrente alternata monofase con la tensione di 15.000 V alla frequenza di 16,7 Hz; la pendenza massima è del 12 per mille. È interamente a doppio binario.
La tratta Zurigo HB-Käferberg-Zurigo Oerlikon, a scartamento normale, è lunga 6,35 km, è elettrificata a corrente alternata monofase con la tensione di 15.000 V alla frequenza di 16,7 Hz; la pendenza massima è del 14 per mille. È interamente a doppio binario.
La tratta Zurigo Oerlikon-Dietlikon-Effretikon, a scartamento normale, è lunga 12,09 km, è elettrificata a corrente alternata monofase con la tensione di 15.000 V alla frequenza di 16,7 Hz; la pendenza massima è del 12 per mille. È interamente a doppio binario.
La tratta Effretikon-Winterthur, a scartamento normale, è lunga 9,32 km, è elettrificata a corrente alternata monofase con la tensione di 15.000 V alla frequenza di 16,7 Hz; la pendenza massima è del 14 per mille. È interamente a doppio binario (a tre binari tra il posto movimento di Tössmühle e Winterthur).
Il passante ferroviario di Zurigo (Durchmesserlinie) Altstetten-Oerlikon, a scartamento normale, è lungo 9,6 km, è elettrificato a corrente alternata monofase con la tensione di 15.000 V alla frequenza di 16,7 Hz.

### Percorso
| Unknown route-map component "tCONTg" |

| Unknown route-map component "tSTR+l" | Unknown route-map component "tKRZt" | Unknown route-map component "tSTRq" | Unknown route-map component "tSTR+r" |

| Unknown route-map component "tSTR" | Unknown route-map component "tSBHF-L" | Unknown route-map component "KBHFa-M" | Unknown route-map component "tSBHF-R" |

| −0,6 |
| 0,0  |

| Unknown route-map component "tSTR" | Unknown route-map component "tSTRe" | Straight track | Unknown route-map component "tSTRe" |

|  | Unknown route-map component "tSTR" | Straight track | Unknown route-map component "ABZg+l" | One way rightward |  |

| Unknown route-map component "tSTR" | Unknown route-map component "hKRZWae(Rr)" | Unknown route-map component "hKRZWae(Ll)" |  |

| Unknown route-map component "tSTR" | Straight track | Unknown route-map component "ABZgl" | Unknown route-map component "hSTR+ra" |

|  | Unknown route-map component "tSTR" | Straight track | Junction both to and from left | Unknown route-map component "hKRZ" | Unknown route-map component "CONTfq" |

| Unknown route-map component "tSTR" | Straight track | Unknown route-map component "STR2uh" | Unknown route-map component "hSTR3" |

| Unknown route-map component "tSTR" | Unknown route-map component "STR2uh" | Unknown route-map component "hSTR3+1" | Unknown route-map component "STR+4uh" |

| Unknown route-map component "tSTR" | Unknown route-map component "hSTR+1" | Unknown route-map component "STR+4uh" | Straight track |

| Unknown route-map component "tSTR" | Elevated | One way leftward | Unknown route-map component "ABZg+r" |

| Unknown route-map component "tSTR" | Unknown route-map component "xhABZgl" | Unknown route-map component "hSTR+r" | Station on track |

| 1,9 |
| 0,2 |

|  | Unknown route-map component "tSTR" | Unknown route-map component "exhSTRe" | Unknown route-map component "hSTRe" | Unknown route-map component "ABZgl" | Unknown route-map component "CONTfq" |

| Unknown route-map component "tSTR" | Unknown route-map component "exSTR" | Straight track | Unknown route-map component "hSTRa@g" |

|  | Unknown route-map component "tSTR" | Unknown route-map component "exSTR" | Straight track | Unknown route-map component "hABZg+l" | Unknown route-map component "CONTfq" |

| Unknown route-map component "tSTR" | Unknown route-map component "exSTR" | Straight track | Unknown route-map component "hDST" |

| Unknown route-map component "tSTR" | Unknown route-map component "exhKRZWae" | Unknown route-map component "hKRZWae" | Unknown route-map component "hKRZWe" |

| Unknown route-map component "exCONTgq" | Unknown route-map component "etKRZ" | Unknown route-map component "exSTRr" | Straight track | Straight track |  |

| Unknown route-map component "tSTR" |  | Straight track | Unknown route-map component "tSTRa" |

| Unknown route-map component "tSTR" |  | Station on track | Unknown route-map component "tSTR" |

| Unknown route-map component "tSTR" |  | Unknown route-map component "tSTRa" | Unknown route-map component "tSTR" |

| Unknown route-map component "tDST" |  | Unknown route-map component "tSTR" | Unknown route-map component "tSTR" |

| Unknown route-map component "tSTRe" |  | Unknown route-map component "tSTRe" | Unknown route-map component "tSTRe" |

| Unknown route-map component "BS2l" | Unknown route-map component "BS2c23" | Unknown route-map component "BS2rc" | Unknown route-map component "BS2r" |

| One way leftward | Unknown route-map component "ABZg+lr" | One way rightward |

| Non-passenger station/depot on track |

| Station on track |

| Non-passenger station/depot on track |

|  | Unknown route-map component "ABZgl" | Unknown route-map component "CONTfq" |

| Station on track |

| Unknown route-map component "CONTgq" | Unknown route-map component "ABZgr" |  |

| Unknown route-map component "CONTgq" | Unknown route-map component "ABZg+r" |  |

| Station on track |

| Unknown route-map component "BS2+l" | Unknown route-map component "eBS2+r" |

| Unknown route-map component "STR+l" | Unknown route-map component "ABZgr" | Unknown route-map component "exSTR" |  |

| Non-passenger station/depot on track | Straight track | Unknown route-map component "exSTR" |  |

|  | Unknown route-map component "ABZg+l" | Unknown route-map component "KRZo" | Unknown route-map component "xKRZu" | Unknown route-map component "eABZq+l" | Unknown route-map component "CONTfq" |

| One way leftward | Unknown route-map component "ABZg+r" | Unknown route-map component "exABZg+l" | Unknown route-map component "exSTRr" |

| Straight track | Unknown route-map component "extSTRa" |

| Unknown route-map component "SKRZ-Ao" | Unknown route-map component "extSTR" |

| Station on track | Unknown route-map component "extSTR" |

| Unknown route-map component "CONTgq" | Unknown route-map component "ABZgr" | Unknown route-map component "extSTR" |  |

| Station on track | Unknown route-map component "extSTRe" |

| Unknown route-map component "SKRZ-Au" | Unknown route-map component "exSKRZ-Au" |

| Unknown route-map component "BS2l" | Unknown route-map component "eBS2r" |

| Track change |

| Unknown route-map component "hKRZWae" |

|  | Unknown route-map component "ABZg+l" | Unknown route-map component "CONTfq" |

| Non-passenger station/depot on track |

| Station on track |

|  | Unknown route-map component "ABZgl" | Unknown route-map component "CONTfq" |

| Continuation forward |

| Continuation backward |

| Station on track |

| Unknown route-map component "ABZgl" | Unknown route-map component "STR+r" |  |  |  |

| Unknown route-map component "ABZg+l" | Unknown route-map component "KRZo" | Unknown route-map component "ABZq+l" | Unknown route-map component "CONTfq" |  |

| Straight track | Unknown route-map component "ABZg+l" | One way rightward |  |  |

| Station on track | Straight track |  |  |  |

| Continuation forward | Straight track |  |  |  |

|  | Station on track |

|  | Unknown route-map component "tSTRa" |

|  | Unknown route-map component "tSTR" |

|  | Unknown route-map component "tSTR" | Unknown route-map component "tSTR+l" | Unknown route-map component "tCONTfq" |  |

|  | Unknown route-map component "tSTR" | Unknown route-map component "tSTR" | Unknown route-map component "tCONTl+f" |  |

|  | Unknown route-map component "tSTR" | Unknown route-map component "tSTR" | Unknown route-map component "tSTRa" |  |

|  | Unknown route-map component "tSTRl" | Unknown route-map component "tKRZt" | Unknown route-map component "tABZg+r" |  |

|  |  | Unknown route-map component "tSTR" | Unknown route-map component "tSTRe" |  |

|  |  | Unknown route-map component "tSTR" | Station on track |  |

|  | Unknown route-map component "exSTR+l" | Unknown route-map component "etKRZ" | Unknown route-map component "eABZgr" |  |

|  | Unknown route-map component "exCONTf" | Unknown route-map component "tCONTf" | Continuation forward |  |

La linea parte dalla stazione centrale di Zurigo; per giungere a quella di Oerlikon vi sono tre alternative:
- la linea originaria, passante per Wipkingen;
- la linea transitante per la stazione di Zurigo Hardbrücke;
- la linea passante (Durchmesserlinie).

Da Oerlikon si distacca la tratta per l'aeroporto, aperta nel 1980, che si riallaccia alla linea ad Effretikon; nei pressi di Dietlikon si dirama la linea dello Zürichberg.
Attraversato il fiume Töss dopo Lindau, si giunge alla stazione di Winterthur.

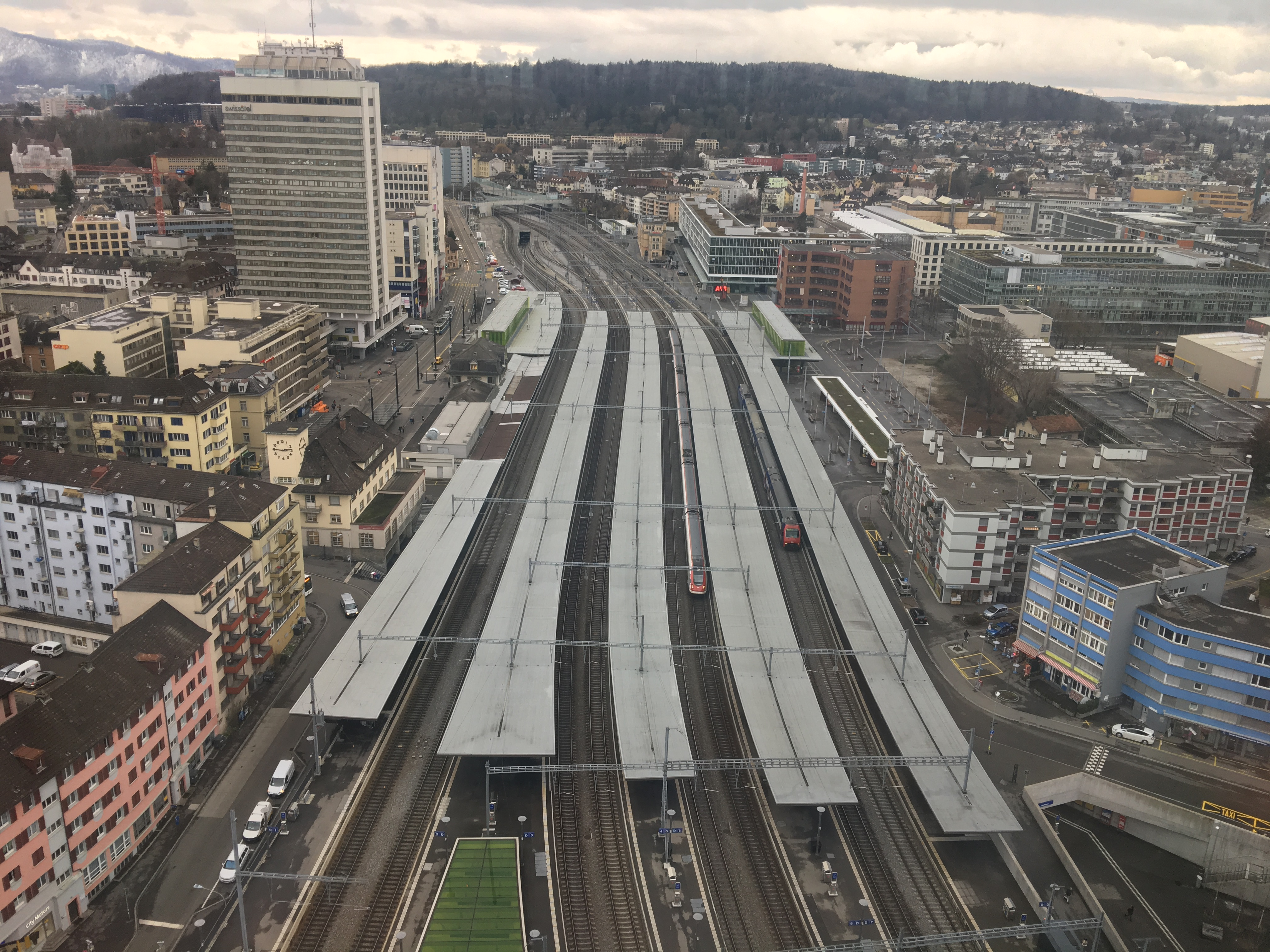
La stazione di Zurigo Oerlikon

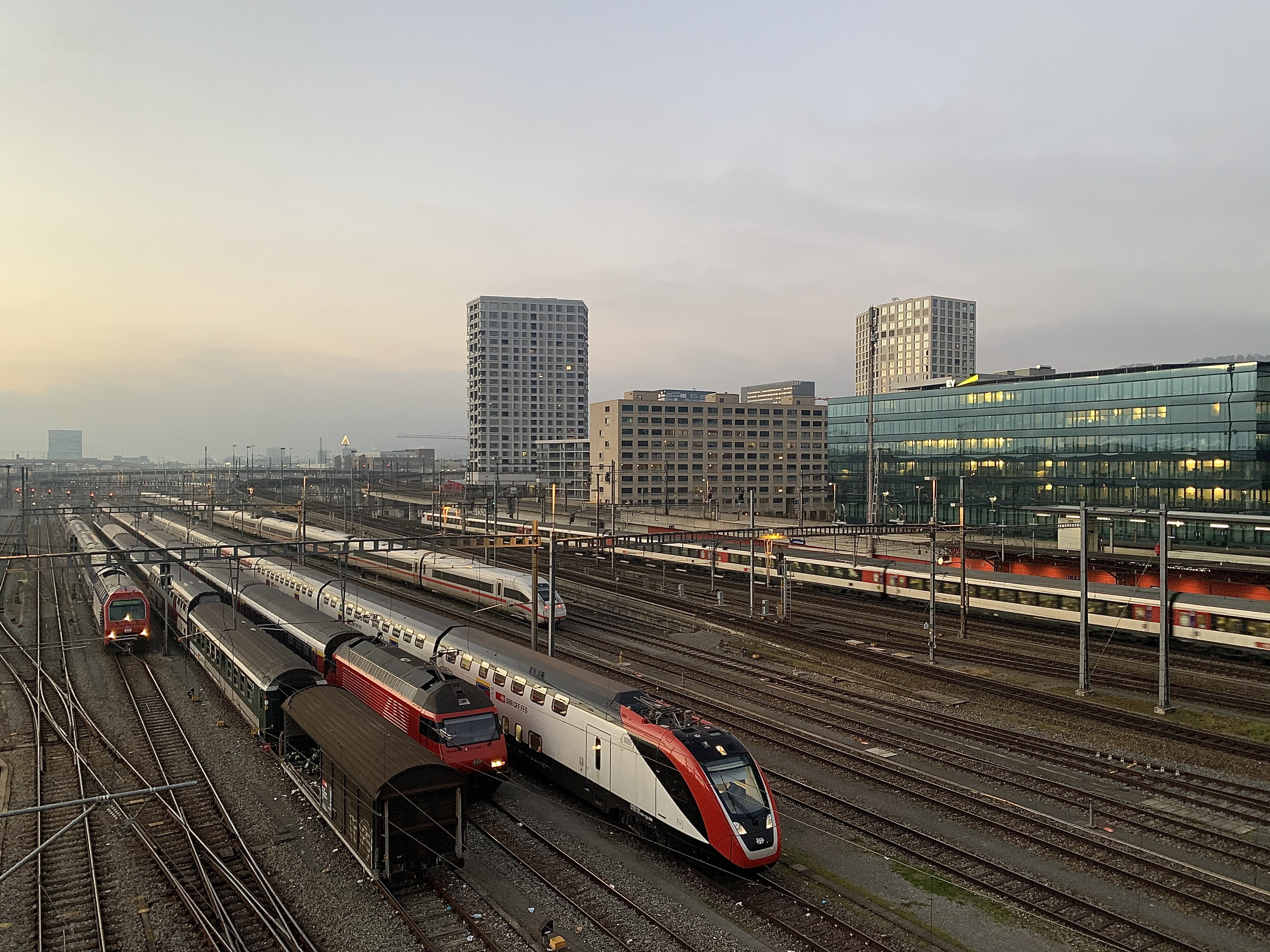
La stazione di Zurigo Hardbrücke

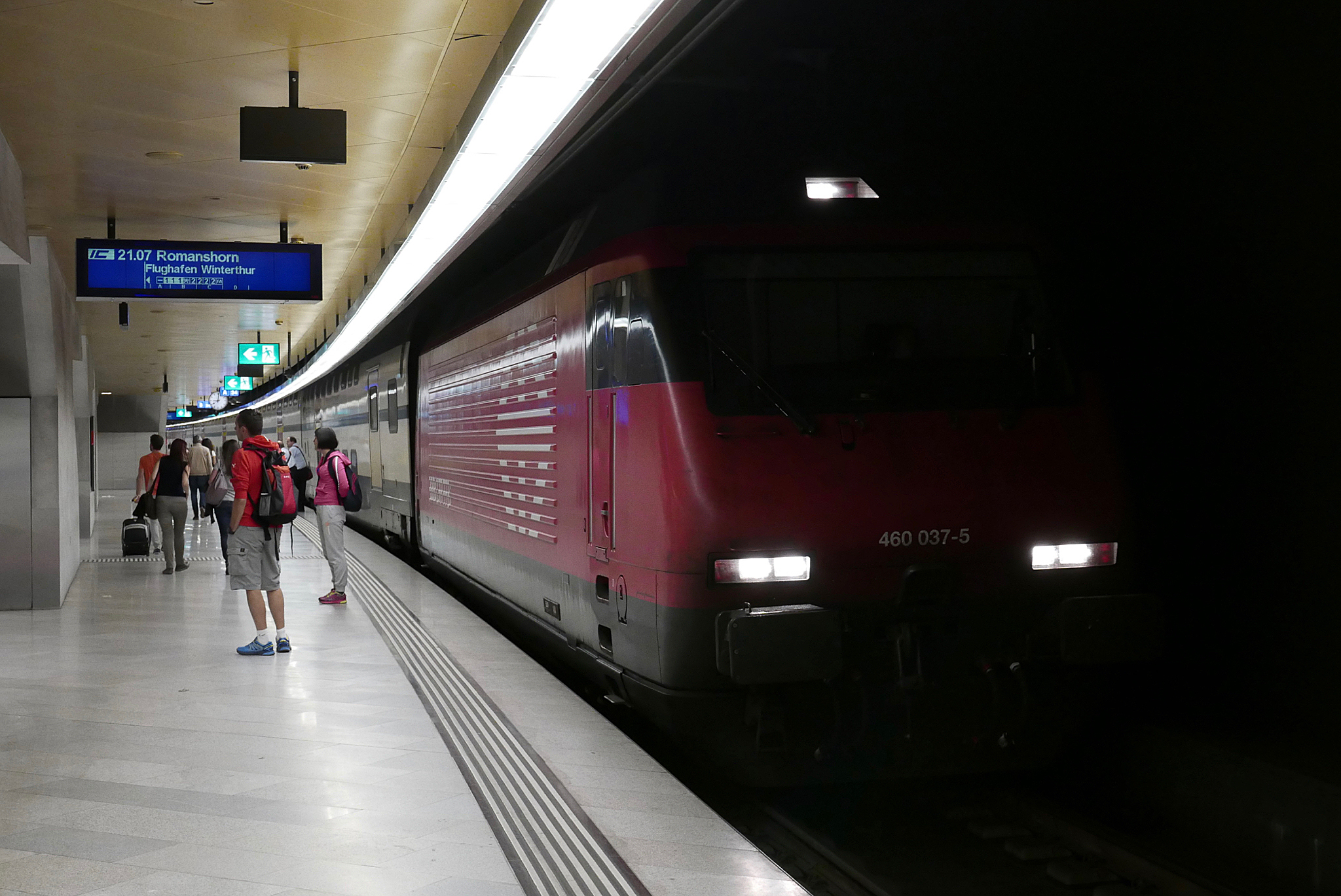
Un convoglio alla stazione della Löwenstrasse